# Ralph Tyler Smith
Pour les articles homonymes, voir Ralph Smith et Smith.
Ralph Tyler Smith (né le 6 octobre 1915 à Granite City et décédé le 13 août 1972 à Alton) est un ancien homme politique américain, membre du Parti républicain et ancien sénateur de l'Illinois au Congrès des États-Unis de 1969 à 1970.

## Ses débuts
Ralph Tyler Smith est né Granite City dans l'Illinois. Smith est diplômé de l'université de l'Illinois en 1937. Il suit ensuite des études à l'université Washington de Saint-Louis dans le Missouri. Smith est admis au barreau de l'Illinois en 1940.
En 1942, après l'attaque japonaise de Pearl Harbor, il est enrôlé dans l'United States Navy Reserve jusqu'en janvier 1946. Il retourne ensuite à Alton, dans l'Illinois et reprend sa pratique du droit. En 1954, il est élu à l'Assemblée générale de l'Illinois.

## Carrière politique
Smith est membre de la Chambre des Représentants de l'Illinois de 1955 à 1969, chambre dont il devient le speaker de 1967 à 1969.
À la suite du décès du sénateur Everett Dirksen, le gouverneur républicain de l'Illinois Richard Ogilvie nomme Smith sénateur à titre intérimaire et avant des élections anticipées.
En 1970, Smith qui est candidat est battu par le démocrate Adlai Stevenson III.
Il meurt deux ans plus tard, à Alton dans l'Illinois et est inhumé au Sunset Hill Cemetery.